# Monte Nanos
Il monte Nanos, detto anche "altopiano della Bora", è un rilievo della Slovenia sud-occidentale sito nel cuore del Carso poco lontano da Castel Lueghi e dalle grotte di Postumia. La vetta più alta, il Suhi Vrh (1313 m), sorge nella sua parte orientale, mentre la cima più evidente, il Monte Re (in sloveno Pleša, 1262 m), si erge poco più a sud, subito sopra l'abitato di Prevallo (Razdrto).

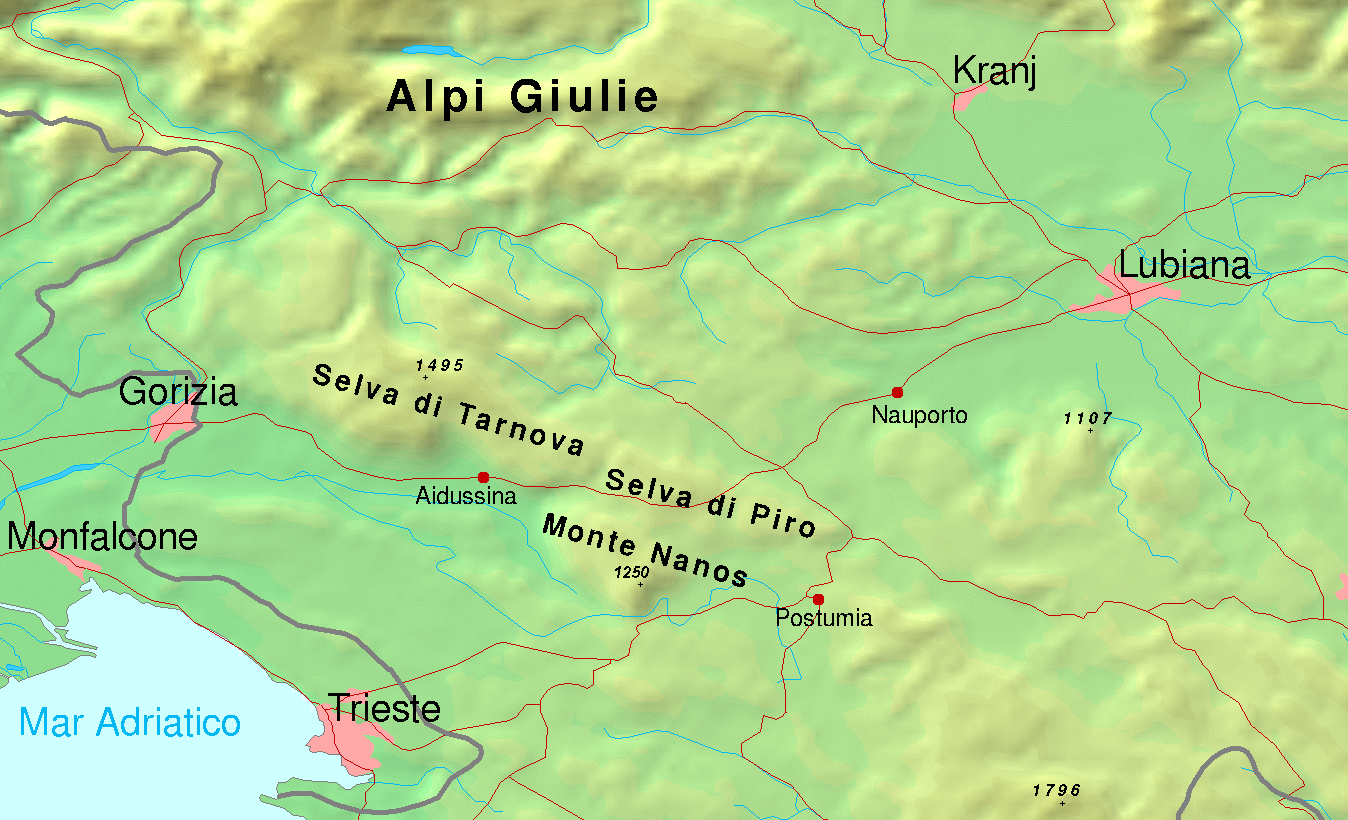
Sistema dei rilievi e degli altopiani della Slovenia occidentale.

## Descrizione
È un rilievo di origine calcarea il cui versante meridionale, nelle giornate limpide, è ben visibile dalla laguna di Grado, di Marano e di Caorle. Dalla sua sommità, verso nord lo sguardo spazia su tutte le Alpi Giulie, mentre verso sud-est è possibile scorgere la cima del monte Nevoso, da cui nasce il fiume Timavo.
A sud di esso scorre la strada europea E70, che congiunge Trieste a Lubiana, e dalla quale è notato dagli automobilisti per la sua caratteristica e massiccia parete.

## Impianti radiotelevisivi
Il monte Nanos ospita, sulla sua cima più meridionale (Monte Re, Pleša), il più importante e strategico ripetitore della Slovenia, che copre tutto il Goriziano sloveno, la regione Carsico-litoranea, l'Istria settentrionale, il Friuli-Venezia Giulia, parte del Veneto e, nelle giornate con propagazione troposferica, parte della Romagna e delle Marche. Detto impianto radiotelevisivo è stato oggetto di bombardamento da parte dell'Armata federale jugoslava il 28 giugno 1991, durante la guerra di indipendenza slovena (la cosiddetta Guerra dei dieci giorni).

## Storia
Alcuni storici ritengono che il "Monte Re" di cui Paolo Diacono parla nel libro II della sua Historia Langobardorum sia da identificarsi proprio nel Monte Nanos. Nella primavera del 568 d.C., proveniente dalla antica strada di Aemona (Lubiana) ed a capo di circa centocinquantamila Longobardi, re Alboino ascese la vetta del monte posto al limite della Pannonia ed osservò ad Occidente tutto il territorio che avrebbe, di lì a poco, conquistato. La teoria per cui sia invece il monte Matajur ad identificarsi con la vetta ascesa da Alboino e posta al limite occidentale della Pannonia non tiene però conto del diverso grado di accessibilità che il monte friulano consente rispetto al Nanos, quest'ultimo in realtà unico ad essere direttamente ridossato alle antiche vie di comunicazione romane.